# Vollenhovia luctuosa
Vollenhovia luctuosa är en myrart som först beskrevs av Hermann Stitz 1938.  Vollenhovia luctuosa ingår i släktet Vollenhovia och familjen myror.

## Underarter
Arten delas in i följande underarter:
- V. l. luctuosa
- V. l. major